# Flux magnetic
Pentru alte utilizări ale termenului flux vezi articolul Flux (dezambiguizare).
Fluxul magnetic este o mărime fizică strâns legată de existența și descrierea unui câmp magnetic. Ar putea fi comparat (prin analogie) cu intensitatea curentului electric, deoarece fluxul magnetic ia naștere ca urmare a unei tensiuni magnetice și trece (circulă) printr-un mediu ce are o rezistență magnetică. Deoarece un flux poate trece și prin vacuum, ce de asemenea prezintă o astfel de rezistență, rezultă că el nu poate fi legat (condus) de un mediu anume (nu poate fi izolat de exterior, precum curentul electric) și este astfel determinat de valorile câmpului (câmpurilor) magnetic de care aparține.
Fluxul magnetic (simbol: {\displaystyle \scriptstyle \Phi _{m}}) corespunzător unui câmp magnetic de inducție {\displaystyle \scriptstyle \mathbf {B} } prin suprafața {\displaystyle \scriptstyle \mathbf {S} } este o mărime fizică definită prin relația :
{\displaystyle \Phi _{m}=\int \!\!\!\!\int _{S}\mathbf {B} \cdot d\mathbf {S} =\int \!\!\!\!\int _{S}\ B\cdot dS\cdot cos\phi }
Dacǎ respectivul câmp este uniform și normal pe suprafața S, atunci:
{\displaystyle \Phi _{m}=\mathbf {B} \cdot \mathbf {S} }